# 리처드 개리엇
리처드 앨런 개리엇(Richard Allen Garriott, 1961년 7월 4일 ~)은 게임 디자이너이자 프로그래머였고, 현재는 게임 개발의 여러 측면에 관여하고 있다. 《울티마 온라인》에서는 게임 내 왕국 브리타니아의 지배자인 로드 브리티시로 알려졌다.

## 생애
개리엇은 잉글랜드 케임브리지에서 스카이랩과 스페이스랩의 우주비행사인 오웬 K. 개리엇의 아들로 태어났고, 미국 텍사스주 나소 베이에서 자랐다. 클리어 크릭 고등학교에서 컴퓨터에 관심을 가지기 시작해 스스로 프로그래밍을 배워 컴퓨터 게임을 만들었다. 당시 그가 영국 억양으로 말한다고 생각한 학교 선배들은 그에게 ‘로드 브리티시’라는 별명을 지어주었다.
개리엇은 계속 여러 게임을 프로그래밍했고, 친구들에게 무료로 제공해주기도 했다. 1980년 여름에는 컴퓨터랜드라는 소매상에서 일하며 처음으로 돈을 받고 판 게임인 《아칼라베스》를 제작했다. 개리엇은 《아칼라베스》로 충분한 돈을 벌어 학비를 충당할 수 있었고, 가을에는 오스틴 텍사스 대학에 입학하게 되었다.
1980년대 초에 개리엇은 컴퓨터 게임 《울티마》 시리즈를 개발한다. 첫 게임은 캘리포니아 퍼시픽 컴퓨터즈를 통해 발행되었고, 집록 플라스틱 봉투에 담아 관심있는 사람들에게 판매했다. 시리즈의 두 번째 게임은 시에라 온라인을 통해 발행되었다. 세 번째 게임을 개발할 때부터는 여러 지지자들(그의 형 로버트와 아버지 등)이 생겨 그들 소유의 발행사인 오리진 시스템즈를 설립했다. 오리진은 그가 개발한 타이틀의 발행과 배급을 맡았고, 게임은 여러 플랫폼으로 전개되었다.
개리엇은 1992년 오리진을 일렉트로닉 아츠에 매각했다. 그러다 1999년과 2000년 사이 일렉트로닉 아츠는 《울티마 온라인 2》와 《프라이베티어》의 온라인 버전, 해리포터 온라인을 포함, 오리진의 모든 신작 개발 프로젝트를 취소했다. 이 사건 속에서 개리엇은 그가 만든 회사를 그만두었고, 2000년 4월 그의 형, 그리고 울티마 온라인의 프로듀서인 스타르 롱과 함께 데스티네이션 게임즈를 조직했다. 2001년 개리엇의 일렉트로닉 아츠와의 비경쟁 서약서가 만료되었고, 데스티네이션 게임즈는 엔씨소프트와 협력관계를 맺게 된다.
2009년에는 엔씨소프트 주식 271억을 현금화했다. 그가 추진한 게임 타뷸라라사는 개발비, 영입비용 등 1500억을 투입했으나 게임흥행에는 실패했으며 분기당 18억원의 매출을 올리다 15개월만에 서비스 종료를 하였다. 주식을 현금화 한 이후 우주 여행을 감으로써 '우주먹튀'라는 불명예스러운 별명을 얻게 되었다.

### 개인 생활
개리엇의 아버지는 NASA의 우주인 오웬 개리엇이다. 그는 스페이스 어드벤처스의 이사회 부회장이자 안사리 X 프라이즈의 이사로서 민간 우주여행을 홍보하고 있으며, 2008년 10월 예정된 소유스 TMA-13을 타고 우주여행을 할 6번째 민간인이다. 이소연이 타고 간 소유스 TMA-12를 타고 귀환할 예정이다.
그는 텍사스주 오스틴에 있는 브리타니아 매너이라는 이름의 유령의 집을 지어 살고 있고, 2년에 한 번 핼러윈마다 자비를 들여 파티를 벌인다. 또 개리엇은 권투 팬이자 프로 권투 선수 제수스 차베스의 친구로, 2004년 그의 첫 타이틀 방어전에서 코너에 모습을 나타내기도 했다.

## 컴퓨터·비디오 게임
| 이름                                      | 첫 발매연도        | 플랫폼 | 개리엇의 역할                             |
| ----------------------------------------- | ------------------ | --- | ----------------------------------------- |
| 아칼라베스: 파멸의 세계                   | 1979년             | 애플 II, 도스                                                                                                  | 게임 디자이너, 코더/프로그래머            |
| 울티마                                    | 1981년             | 애플 II, 코모도어 64, 도스, FM 타운즈, MSX                                                                     | 원작 구상, 프로그래머, 그래픽 아티스트    |
| 울티마 II: 여마법사의 복수                | 1982년             | 애플 II, 아타리 8비트 시스템, 코모도어 64, 도스, FM 타운즈                                                     | 프로그래머                                |
| 울티마 III: 엑소더스                      | 1983년             | 애플 II, 아미가, 아타리 8비트 시스템, 코모도어 64, 도스, FM 타운즈, 맥 OS, 패미컴                              | 프로젝트 감독                             |
| 울티마 IV: 아바타의 길                    | 1985년             | 애플 II, 아미가, 아타리 8비트 시스템, 아타리 ST, 코모도어 64, 도스, FM 타운즈, MSX, 패미컴, 세가 마스터 시스템 | 프로젝트 감독                             |
| 오토듀얼                                  | 1985년             | 애플 II, 아미가, 아타리 ST, 코모도어 64, 도스                                                                  | 프로그래머, 디자이너                      |
| 뉴 울티마 I: 제1 차 암흑기                | 1986년             | 애플 //e (ProDOS 1.1.1용, 원래 BASIC이었던 울티마 I을 어셈블리어로 다시 프로그래밍)                            | 프로그래머                                |
| 울티마 V: 운명의 전사들                   | 1988년             | 애플 II, 아미가, 아타리 ST, 코모도어 64, 도스, FM 타운즈, 패미컴                                               | 디자이너, 각본가, 프로그래머              |
| 오메가                                    | 1989년             | 애플 II, 아미가, 아타리 ST, 코모도어 64, 도스                                                                  | 디자이너                                  |
| 울티마 VI: 거짓 예언자                    | 1990년             | 도스, 아미가, 아타리 ST, 코모도어 64, FM 타운즈, 슈퍼 패미컴                                                   | 디자이너, 제작자, 음향 효과, 각본가, 성우 |
| 월즈 오브 울티마: 더 새비지 엠파이어      | 1990년             | 도스, 슈퍼 패미컴                                                                                              | 이그제큐티브 프로듀서                     |
| 울티마: 월즈 오브 어드벤처 2: 화성인의 꿈 | 1991년             | 도스 | 크리에이티브 디렉터                       |
| 울티마:룬스 오브 버튜                     | 1991년             | 게임 보이 | 크리에이티브 디렉터                       |
| 울티마 언더월드: 스티지안 어비스          | 1992년             | 도스, FM 타운즈, 플레이스테이션                                                                                | 감독, 성우                                |
| 울티마 VII: 검은 관문                     | 1992년             | 도스, 슈퍼패미컴                                                                                               | 감독, 제작자                              |
| 울티마 VII: 미덕의 대장간 (확장팩)        | 1993년             | 도스 | 크리에이티브 어시스턴스, 제작자           |
| 울티마 VII 파트 2: 큰뱀섬                 | 1993년             | 도스 | 크리에이티브 디렉터, 오디오 팀 멤버       |
| 울티마 VII 파트 2: 은빛 씨앗 (확장팩)     | 1993년             | 도스 | 감독, 성우                                |
| 울티마 VIII: 페이건                       | 1994년             | 도스 | 제작자                                    |
| 울티마: 룬스 오브 버튜 II                 | 1994년             | 게임 보이 | 크리에이티브 디렉터, 추가 디자인          |
| 울티마 VIII: 잊힌 계곡 (확장팩)           | 취소               | 도스 | 제작                                      |
| Bioforge                                  | 1995년             | 도스 | 이그제큐티브 프로듀서                     |
| 울티마 온라인                             | 1997년             | 윈도 | 제작자                                    |
| 울티마 온라인: 두 번째 시대               | 1998년             | 윈도 | 이그제큐티브 프로듀서                     |
| 울티마 IX: 승천                           | 1999년             | 윈도 | 감독                                      |
| 시티 오브 히어로즈                        | 2004년             | 윈도 | 이그제큐티브 프로듀서                     |
| 시티 오브 빌런스                          | 2005년             | 윈도 | 행정 관리                                 |
| 타뷸라 라사                               | 2007년 클로즈 베타 | 윈도 | 이그제큐티브 프로듀서                     |

## 개인 수상
- 2006년 AIAS 명예의 전당 헌액

## 참조
1. ↑  Linder, Brian (2001년 5월 10일). “IGN: Harry Potter LEGO Redux”. 2007년 4월 28일에 확인함.
2. ↑  Matonis, Misty (2002년 1월 5일). “When Kings Fall: Part II of II”. 2004년 2월 16일에 원본 문서에서 보존된 문서. 2007년 4월 28일에 확인함.